# Fallingwater (album)
Fallingwater è il secondo album della cantante e musicista svedese Lisa Miskovsky pubblicato nel 2003.

## Tracce
1. Lady Stardust
2. A Brand New Day
3. Sing To Me
4. You Dance Just Like Me
5. Sweet Dreams
6. One Dark Night
7. Midnight Sun
8. Butterfly Man
9. Restless Heart
10. Joan Of Arc
11. Take Me By The Hand
12. Back To Stoneberry Road